# The Internationale
Albums de Billy Bragg
Workers Playtime
(1988) Don't Try This at Home
(1991)
The Internationale est un album de Billy Bragg sorti en mai 1990.

## Enregistrement
The Internationale est entièrement composé de chansons politiques, incluant notamment une reprise de L'Internationale.

## Réception
À sa sortie, The Internationale se classe no 34 des ventes au Royaume-Uni.

## Titres
1. The Internationale (Pierre Degeyter, Billy Bragg) – 3:45
2. I Dreamed I Saw Phil Ochs Last Night (Earl Robinson, Bragg) – 1:27
3. The Marching Song of the Covert Battalions (Bragg) – 3:59
4. Blake's Jerusalem (William Blake, Hubert Parry) – 2:30
5. Nicaragua Nicaraguita (Carlos Mejía Godoy) – 1:06
6. The Red Flag (Jim Connell, trad.) – 3:12
7. My Youngest Son Came Home Today (Eric Bogle) – 3:04